# Windows 10 Mobile
 (transkr. Windows 10 mobajl) jeste mobilni operativni sistem kompanije , prilagođen uređajima manjim od 8 inča.  naslednik je sistema .
Windows 10 Mobile je povezaniji sa Windows 10 računarima. U odnosu na Windows 8.1 i Windows phone 8.1. Windows 10 Mobile može sinhronizovati više sadržaja i postavka sa Windows 10 operativnim sistemima. Windows 10 i Windows 10 Mobile aplikacije gotovo imaju iste kodove npr. ako kupite neku aplikaciju iz Windows prodavnice (engl. Windows Store) imaćete licencu i za Windows 10 Mobile zato nećete morati da kupujete aplikaciju dvaput.
Windows 10 Mobile nadogradnja će biti dostupna na skoro svim mobilnim uređajima koji pokreću Windows Phone 8.1.

## Razvoj
Proces ujedinjavanja Microsoftovih operativnih sistema započeo je već 2012. izlaskom Windows Phone-a 8 koji je napustio Windows CE arhitekturu i okrenuo se Windowsu NT kojeg koristi Windows 8. Na Microsoftovoj Build 2014 konferenciji 2014. godine, Satya Nadella najavio je takozvane univerzalne aplikacije - aplikacije čije će mobilne i desktop varijante deliti većinu programskog kôda.[6]
Microsoft je prvi put pokazao Windows 10 javnosti 30. septembra 2014. Terry Myerson iz Microsofta je najavio kako će Windows 10 biti ujedinjen operativni sistem za smartphone, tablete, računala, Xbox i ostale uređaje. Windows 10 Mobile prvi puta je javno predstavljen tokom Windows 10: Novo poglavlje konferencije za novinare 21. januara 2015.[7] Za razliku od Windows Phonea, Windows 10 Mobile će biti dostupan i za male tablete i tako će naslediti i neslavni Windows RT. Uređaji s Windowsom RT će dobiti posebno ažuriranje koje će doneti neke mogućnosti s Windowsa 10.

## Istorija ažuriranja
| Verzija                       | Datum izdavanja     | Nove stvari |
| ----------------------------- | ------------------- | --- |
| 9941.12498                    | 12. februar 2015.   | Opšte - Pozadina početnog ekrana nalazi se ispod pločica umesto unutar njih - Ažuriran dizajn kontekstnih izbornika Interfejs - Mogućnost proširivanja obaveštenja - Više prekidača u Centru aktivnosti - Isti dizajn Centra aktivnosti kao na Windows 10 računarima - Redizajniran popis aplikacija s pozadinom, mogućnost pretraživanja igara i novoinstalirane aplikacije se nalaze na vrhu - Sinkronizacija svih obaveštenja na svim Windows 10 uređajima - Pritisak i držanje prekidača otvara određenu sekciju postavki - Podsetnik nadolazećih događaja tokom isključivanja uređaja Sigurnost - Enkripcija uređaja Aplikacije - Novi Istraživač dadoteka aplikacija - Rendering engine razvijen za Microsoft Edge dostupan u Internet Exploreru Univerzalne aplikacije - U aplikaciju Alarmi dodan svetski sat i štoperica - U aplikaciju Kalkulator ugrađen pretvornik jedinica - Aplikacija Fotografije dobila kolekcije i automatsko poboljšanje fotografija - Aplikacija Postavke kategorizirana i redizajnirana slično onoj s Windowsa 10 - Dodana aplikacija za snimanje zvuka Ispravke grešaka |
| 10.0.12534.56 (Build 10051)   | 10. april 2015.     | Opšte - Podrška za LED obavijesti na određenim uređajima - Mogućnost unosa teksta u sva polja - Mogućnost brisanja primarnog Microsoft računa bez ponovnog posavljanja uređaja - Mogućnost postavljanja aktivacije uštede baterije od 60% do 5% - Pametno pozivanje - Podrška za do 15 aplikacija u multitaskingu Sigurnost - Potrebno potvrda za pristup lokaciji Windows aplikacije - U aplikaciju Karte dodane HERE karte, podrška za Cortanu i navigacija - Music aplikacija s podrškom za OneDrive sinkronizaciju muzike i popisa reprodukcije - Outlook aplikacija i kalendar - Nova aplikacija Osobe - Nove aplikacije Telefon i Poruke - Novi pregledač "Project Spartan" Ispravke grešaka |
| 10.0.12534.59 (Build 10052)   | 21. april 2015.     | Opšte - Više tema - Nove animacije pločica - Dodata opcija za prozirnost - Pozadina početnog ekrana unutar pločica (kao u Windows Phoneu 8.1) - Promena jezika tastature putem razmaknice - Dugi pritisak na bilo koje slovo prvog reda (QWERTZUIOP) piše brojeve - Miš Windows aplikacije - Office za Windows 10, uključujući Excel, OneNote, PowerPoint, i Word. - Aplikacija Muzika - Aplikacija Video - Windows Store beta - Xbox aplikacija Ispravke grešaka |
| 10.0.12634.131 (Build 10136)  | 16. jun 2015.       | Opšte - Velika slova grupiranih aplikacija u popisu aplikacija - Optimizacije korisničkog interfejsa - Aplikacija Postavke podeljena na dva diela na uređajima s ekranom visoke rezolucije - "Samo 3G" postavka za mobilne podatke - Poboljšanje Cortane - Polje za pretraživanje zamienilo dugme za pretraživanje u popisu aplikacija - Aplikacija Senzor baterije dobila mogućnost detaljnog prikaza potrošnje za individualne aplikacije - Mogućnost omogućvanja/onemogućvanja OneDrive sigurnosnog kopiranja za individualne aplikacije "Project Spartan" - Uklonjen Internet Explorer Mobile - InPrivate način rada - Sigurne stranice označene - Video preko celog ekrana - Opcija "Spremi kao" za slike s web stranica za konverziju u .png ili .jpg Podrška novih tehnologija - VPN PPTP i SSTP - Digitalna stabilizacija videa Ispravke grešaka |
| 10.0.12648.133 (Build 10149)  | 25. jun 2015.       | Opšte - Prekidač za uključivanje lampice u Centru aktivnosti - Opcija prikazivanja obaveštenja na zaključanom ekranu - Uklonjeno ograničenje preuzimanja na 3G mrežama Windows aplikacije - "Project Spartan" preimenovan u Microsoft Edge - Microsoft Edge dobio opciju računalnog ili mobilnog prikaza web stranica - Adresna traka Microsoft Edgea premeštena na dno - Aplikacija Fotografije podražava .gif datoteke - Aplikacija Fotografija prikazuje albume Podrška novih tehnologija - Aplikacija Kamera podržava prepoznavanje lica - HTTP Live Streaming Ispravke grešaka |
| 10.0.12666.0 (Build 10166)    | 10. jul 2015.       | Opšte - Uklonjena Windows Phone prodavnica - Univerzalna Windows prodavnica izašla iz bete[21] - Povećana ikona baterije u Centru aktivnosti Sigurnost - Korisnici koji su zaboravili PIN moraju unijeti "A1B2C3" umesto resetiranja cielog telefona - Mogućnost promjene PIN-a koristeći Microsoft račun Ispravke grešaka - Poboljšana podrška aplikacija - Poboljšana stabilnost preuzimanja aplikacija |
| 10.0.10512.1000 (Build 10512) | 12. avgust 2015.    | Opšte - Mogućnost postavljanja pozadine iz aplikacije Fotografije - Poboljšan prikaz pločica u Dečjem kutku Ispravci grešaka - Velika poboljšanja performansi i stabilnosti - Ispravljena greška koja je onemogućila pokretanje aplikacija sa microSD-kartice nakon ponovnog pokretanja - Poboljšana latinske i kineske tastature - Izmenjen algoritama Shape načina pisanja kako bi manje predlagao imena kontakata umjesto reči - Ispravljena greška koja je onemogućavala pokretanje kamere kada je telefon zaključan - Ispravljena greška zbog koje se nisu prikazivale obavštenja o primjenim porukama - Ispravljena greška zbog koje ekran nije prepoznavao dodire nakon završetka poziva na nekim uređajima - Ispravljena greška zbog koje je pločica mape prekrivala tekst - Više od 2000 ispravaka[23] |
| 10.0.10536.1004 (Build 10536) | 14. septembar 2015. | Opšte - Način rada jednom rukom dostupan na svim uređajima - Dodano prepoznavanje govora na japanskom i engleskom (Indija) za glasovni unos Ispravci grešaka - Ispravljene greške ekrana zaključavanja i početnog ekrana - Popravljeno deljenje internet veze (hotspot) - Pinch and Zoom u aplikaciji Karte |
| 10.0.10549.4                  | 14. oktobar 2015.   | Opšte - Cortana dostupna u Japanu, Australiji i Kanadi - Emotikoni različitih boja - Lumia Camera omogućena na Lumiji 1020 - Uređaj vibrira kad se prihvati odlazni poziv - Okvir za pisanje u aplikaciji Poruke moguće je proširiti Podrška za nove tehnologije - USB OTG - Windows Hello |
| 10.0.10572.0                  | 20. oktobar 2015.   | Opšte - Omogućeno primanje obaveštenja o pozivima i slanje poruka s Windows 10 računara (potrebna prijava s istim Microsoft nalog) - VPN uklonjen iz Centra aktivnosti - Integracija Skypea u Microsoft Messaging i Microsoft Phone aplikacije - Podrška za indijski engleski u Cortani - Filtriranje i blokiranje poruka i poziva - Kod uključivanja uređaja više se ne prikazuje tekst Windows Phone ili Windows 10 Mobile nego Windows 10 Aplikacije - Bing Maps podržava izvanmrežne mape na SD kartici - Messaging aplikacija podržava .gif slike, pretraživanje i podešavanje sinhronizacije - Aplikacije Phone omogućuje pretraživanje kontakata u prikazu poziva |
| 10.0.13081.0 (Build 10581)    | 29. oktobar 2015.   | Opšte - Ispravljeni problemi s Dual SIM uređajima - Ispravljene greške koje utiču na trajanje baterije - Ispravljene greške koje su onemogućavale nekim aplikacijama prikazivanje broja obaveštenja na ekranu zaključavanja - Omogućena Hey Cortana na nekim uređajima - Poboljšano predviđanje teksta i automatsko ispravljanje - Poboljšano snimanje videozapisa - Ispravljeni problemi s vizualnom glasovnom poštom |
| 10.0.10586.11                 | 18. novembar 2015.  | Ispravke grešaka - Popravljeno vraćanje rasporeda početnog ekrana tokom vraćanja sigurnosne kopije nakon nadogradnje - Poboljšana kompatibilnost aplikacija instaliranih na SD kartici - Poboljšana Messaging + Skype aplikacija - Pouzdanije preuzimanje aplikacija i igara |
| 10.0.10586.29                 | 4. decembar 2015.   | Opšte - Poboljšan proces nadogradnje - Poboljšana kompatibilnost s Windows Phone 8.1 Silverlight aplikacijama - Poboljšan Microsoft Edge - Pouzdaniji Bluetooth - Pouzdanije menjanje aktivne mobilne mreže na uređajima s dve SIM kartice - MMS postavke/profili sada se ispravno vraćaju nakon prvog pokretanja |
| 10.0.10586.36 Verzija 1511    | 17. decembar 2015.  | Ispravke grešaka - Izmenjena aplikacija za nadogradnju na Windows Phoneu 8.1 |
| 10.0.10586.63 Verzija 1511    | 8. januar 2016.     | Ispravke grešaka |
| 10.0.10586.71 Verzija 1511    | 1-februar 2016.     | Ispravke grešaka |
| 10.0.14267.1002 Verzija 1511  | 19. februar 2016.   | Opšte - Dodata opcija pretrge muzike za Cortanu - Dodata opcija inPrivate pretraživanje u Microsoft Edge - Dodat manadžer preuzimanja u Microsoft Edge Ispravke grešaka |

## Spoljašnje veze
- Microsoft zvanični veb sajt
- Microsoft Windows zvanični veb sajt